# Okowa
Okowa お こ わ (強 飯) là một món cơm hấp của Nhật Bản được làm từ gạo nếp trộn với thịt hoặc rau. Đôi khi được kết hợp với các loại thảo mộc hoang dã (sansai okowa) và hạt dẻ (kuri okowa). Thông thường gạo nếp đun sôi trộn với đậu đỏ để có màu đỏ cho giống lễ hội, thực hiện bằng cách đun gạo với đậu đỏ. Okowa được dùng để ăn ở nhiệt độ phòng, nên nó được sử dụng để làm onigiri để có khả năng đông lạnh tốt.

## Từ nguyên
Từ Okowa trong tiếng Nhật bắt nguồn từ một dạng rút gọn của Kowameshi (có nghĩa là "gạo cứng"). Đôi khi, các món ăn được làm bằng cách pha trộn các loại gạo khác nhau còn được gọi là Okowa.

## Lịch sử
Ban đầu dùng gạo nếp nấu bằng hơi nước, Okowa hiện nay đề cập đến gạo đỏ gọi là Sekihan. Cơm trắng gọi bằng một cái tên khác.

## Biến thể
Okowa có thể trộn với bất kỳ loại thành phần thịt hoặc rau, giữ nguyên gạo cơ bản và các hương vị khác nhau. Một số món ăn kèm truyền thống, bao gồm, khoai lang, hạt dẻ (nấu sẵn), măng (luộc). Thịt lợn xá xíu, vịt quay hoặc xúc xích thái hạt lựu là những món bổ sung phổ biến. Các phương pháp nấu cơm khác, bao gồm cháo, dango, ojiya, mochi và sushi.

## Chuẩn bị
Các thành phần được sử dụng để chế biến Okowa bao gồm, gạo nếp, dầu mè, nước dashi, nước tương, rượu mirin, muối, gừng, nấm băm nhỏ và cà rốt, khoai lang, hạt dẻ, hành lá, cá nấu chín và tảo biển. Gạo được vo sạch với nước và để ráo trong khoảng 30 phút. Gạo thêm vào cùng với nước hầm, rượu mirin, dầu mè, muối, rượu sake vào nồi và để thêm ba mươi phút. Tiếp theo cho thịt, rau và gừng. Đậy nắp trong khi nấu và đun sôi một lần trước khi hạ nhỏ lửa trong mười hai phút. Lửa tắt cơm được hấp thêm mười phút. Cơm giữ trong nhiệt độ phòng sau đó tạo hình tam giác hoặc các viên nhỏ. Cuối cùng, phần đáy được gói bằng lá tảo biển.